# Triple resultado
El triple resultado, también denominado Triple Cuenta de Resultados, Triple impacto, Triple Objetivo o Triple Balance, es un término relativo a los negocios sostenibles que hace referencia al impacto que la actividad de una empresa tiene en las tres dimensiones: social, económica y ambiental. El concepto fue acuñado por John Elkington en 1994, y desarrollado por él mismo en su libro The Triple Bottom Line: Does it All Add Up, publicado en 2004 en inglés. Las evidencias de desempeño en relación con el triple resultado se manifiestan en los informes de sostenibilidad o responsabilidad social corporativa. Hasta 2009 la elaboración y publicación de los mismos seguían siendo de carácter voluntario y evolutivo en todo el mundo.

## Contabilidad de triple resultado
Idealmente, una organización con buen desempeño en términos contables de triple resultado tendría como consecuencia la maximización de su beneficio económico y responsabilidad ambiental, así como la minimización o eliminación de sus externalidades negativas, haciendo énfasis en la responsabilidad social de la organización ante los grupos de interés, y no sólo ante los accionistas.
En este caso, los grupos de interés se refiere a cualquiera que reciba la influencia, directa o indirecta, de los actos de la empresa. En virtud de lo anterior, una contabilidad de triple resultado facilita el desempeño de una entidad de negocio como vehículo de coordinación de intereses. Asimismo se puede optar por realizar de forma voluntaria o involuntaria.